# Белых, Никита Юрьевич
Ники́та Ю́рьевич Белы́х (род. 13 июня 1975, Пермь) — российский политик. Губернатор и председатель правительства Кировской области (2009—2016). Кандидат экономических и исторических наук.
В 2001 году был избран депутатом Законодательного собрания Пермской области. В 2004—2005 годах работал заместителем губернатора Пермской области. В 2005—2008 годах — лидер партии «Союз правых сил», с 2004 года входил в состав Федерального политического совета этой партии. В 2006 году переизбран депутатом Законодательного собрания Пермского края по списку СПС. В 2008 году выступил одним из создателей движения ОДД «Солидарность».
В июне 2016 года арестован по обвинению в получении взятки в особо крупном размере. 28 июля 2016 года уволен с поста губернатора. 1 февраля 2018 года приговорён к 8 годам лишения свободы с отбыванием наказания в исправительной колонии строгого режима и штрафу в размере 48,2 млн рублей. Свою вину не признал: отрицал факт получения взятки, утверждая, что переданные ему деньги предназначались для финансирования социальных проектов города Кирова и области. С июня 2018 года отбывал наказание в исправительной колонии на территории Рязанской области. Освобождён 21 июня 2024 года по истечении срока наказания.

## Биография
Никита Юрьевич Белых родился 13 июня 1975 года в Перми. Отец — Юрий Алексеевич Белых, кандидат технических наук, был главным металлургом в «Моторостроительном конструкторском бюро (МКБ)» на заводе им. Свердлова (ОАО «Авиадвигатель»), умер, когда Никите было 16 лет. Мать — Зинаида Дмитриевна Белых, преподаватель университета, директор лицея при ПГУ (Пермского государственного университета), кандидат химических наук, заслуженный работник высшей школы РФ. Старший брат Александр (род. 18 августа 1971) в 2009—2015 годах был прокурором Пермского края.
Никита Белых — выпускник школы № 9 им. Пушкина с физико-математическим уклоном. Окончил экономический и юридический факультеты Пермского государственного университета, поступил в аспирантуру, проходил стажировку в Оксфорде. Работал журналистом на телевидении. В 1993 году учредил инвестиционную компанию «Фин-Ист». В июле 1998 года стал вице-президентом Пермской финансово-производственной группы. Тогда же вошёл в состав правления ПФПГ.
Бывшая супруга — Белых (Рейферт) Екатерина Игоревна. Трое сыновей от первого брака. Старший сын, Юрий, обучается в Великобритании, младшие — близнецы Степан и Александр — живут с матерью в Перми.

## Политика

### Союз правых сил
В 1998 году Белых вступил в движение «Новая сила», организованное Сергеем Кириенко. Позднее оно вошло в партию «Союз правых сил». В 2001 году Белых стал председателем областной организации Союза правых сил. 9 декабря 2001 года он был избран депутатом Законодательного собрания Пермской области. Работал заместителем, председателем комитета по экономической политике и налогам, был членом депутатских групп «Промышленники Прикамья» и «Союз правых сил». В марте 2004 года, после того, как губернатор Пермской области Юрий Трутнев перешёл на должность министра природных ресурсов, Олег Чиркунов назначил Белых заместителем губернатора Пермской области.
28 мая 2005 года Белых был избран председателем партии Союз правых сил: кандидатура была поддержана 156 делегатами, против проголосовали 46. 31 мая подал в отставку с поста вице-губернатора Пермской области. В декабре 2006 года избран депутатом Законодательного собрания Пермского края по списку СПС. 17 декабря 2007 года подал в отставку с поста председателя партии СПС, но сразу же был переизбран.
В сентябре 2005 года Белых поддержал союз СПС с «Яблоком» на выборах в Мосгордуму в декабре.
26 сентября 2008 года Белых объявил об уходе с поста председателя Союза правых сил и выходе из партии. Исполняющим обязанности председателя СПС был назначен Леонид Гозман. Борис Немцов, в связи с этим, заявил «Я с уважением отношусь к решению Никиты Белых, которое означает то, что он не хочет участвовать в таком фальшь-проекте. Сейчас СПС станет марионеточной партией, управляемой кремлёвскими кукловодами и в этой партии я точно не останусь». В своём ЖЖ Белых написал, что не видит себя в кремлёвском проекте, не верит в демократическую модернизацию страны сверху и считает, что государство не должно управлять партиями.

### Губернатор Кировской области
8 декабря 2008 года президент России Дмитрий Медведев внёс кандидатуру Белых на рассмотрение Законодательного собрания Кировской области для наделения его полномочиями губернатора Кировской области. 11 декабря 2008 года на заседании Законодательного собрания Пермского края Белых сложил депутатские полномочия в связи с выдвижением его кандидатуры на пост губернатора Кировской области.
18 декабря 2008 года решением Законодательного собрания Кировской области (45 голосов — «за», 4 — «против», 3 — «воздержались») наделён полномочиями губернатора Кировской области. Через два дня Белых покинул оппозиционное движение «Солидарность». Инаугурация прошла 15 января 2009 года в Кировском драматическом театре. Также Белых совмещал должность председателя правительства Кировской области.
В начале его губернаторства с ним работали бывший член «Яблока» Алексей Навальный и член СПС Мария Гайдар.
В 2009—2014 годах Белых был постоянным гостем еженедельной программы «Дневник губернатора» на «Эхе Москвы», а до этого вёл свою спортивную программу «Одной правой».
С 29 ноября 2009 по 16 июня 2010 — член президиума Государственного совета Российской Федерации.
15 января 2010 года Белых отчитался об итогах первого года работы губернатором Кировской области, опубликовав полный список своих обещаний и отчёт по ним. Также на официальном сайте Правительства Кировской области были размещёны отчёты всех органов исполнительной власти о работе в 2009 году.
27 апреля 2011 года Белых сопровождал посла Латвии Эдгара Скуя в места захоронения заключённых ВятЛага, где погибло много заключённых из Латвии.
В рамках уголовного дела по факту продажи Правительством Кировской области в 2010 году 25,5 % акций ОАО «Уржумский спиртоводочный завод» кировскому производственно-торговому холдингу «Система „Глобус“» по существенно заниженной цене, 29 января 2013 года в рабочем кабинете и по месту жительства Никиты Белых были проведёны обыски, а 30 января он был допрошен в качестве свидетеля.
Согласно рейтингу сайта goslyudi.ru, какое-то время являлся одним из самых популярных политблогеров России. 14 января 2014 года губернаторские полномочия Никиты Белых закончились. Владимир Путин назначил его временно исполняющим обязанности губернатора до проведения выборов 14 сентября. Белых шёл на выборы как самовыдвиженец при поддержке партии «Единая Россия». В результате выборов был переизбран на второй срок, получив почти 70 % голосов избирателей.

## Критика

### Обвинение в плагиате
В мае 2011 года в адрес Белых фондом «Историческая память» было выдвинуто обвинение в плагиате. Согласно результатам проведённых фондом исследований, якобы в научных статьях Белых, опубликованных в рамках подготовки кандидатской диссертации по теме «Особенности формирования и функционирования лагерной экономики в 1938—1953 годах (на материалах ВятЛага НКВД-МВД СССР)», написанной под руководством профессора В. А. Бердинских в Вятском государственном университете и защищённой в Удмуртском университете летом 2010 года, были заимствования у кировского историка-краеведа В. И. Веремьева без указания ссылок. В связи с этим фонд направил обращение с требованиями принять меры в Высшую аттестационную комиссию Министерства образования и науки РФ. При этом в самой кандидатской диссертации заимствований обнаружено не было.
В тот же день Белых отверг обвинения, заявив, что за плагиат сочли информацию, основанную на одних и тех же источниках. Он также предоставил заявление Веремьева, в котором тот подтверждает, что плагиат отсутствует. Белых также указал, что приводил ссылки на работы Веремьева, но не в статьях, а в монографии.
Эти тезисы глава фонда «Историческая память» Александр Дюков охарактеризовал как «беспомощные», заявив, что отсутствие претензий со стороны Веремьева не отменяет того, что плагиат в научных работах — «свидетельство неспособности к самостоятельному исследованию и крайней степени научной непорядочности». Кроме того, Дюков подчеркнул, что в работах Белых и Веремьева совпадают практически дословно целые куски текста, что, по его мнению, нельзя объяснить работой с одними и теми же источниками.
15 июня 2011 года были опубликованы результаты экспертизы, проведённой доктором исторических наук, профессором кафедры отечественной истории новейшего времени Удмуртского государственного университета А. А. Трониным. Согласно его анализу, обвинения в плагиате бездоказательны, а обвинительное письмо предвзято и содержит фактические ошибки. В ответном комментарии Дюков назвал эту экспертизу «банальной профанацией экспертной работы» и заявил, что А. А. Тронин опосредованно связан с Белых: он выступал научным руководителем сына научного руководителя Белых, а также являлся создателем и членом Совета, в котором проходила защита Белых.
Диссернет — выявил заимствования в кандидатской диссертации.

### Конфликт с КПРФ
Работа Белых на посту губернатора Кировской области получила негативную оценку со стороны Кировского обкома КПРФ и его первого секретаря Сергея Мамаева. В 2012 году коммунисты организовали в Кировской области серию протестных мероприятий против Белых, в том числе — сбор подписей за его отставку. В адрес Белых были выдвинуты претензии по ряду вопросов, таких как допущение вооружённого конфликта в посёлке Демьяново, проведение в регионе реформы здравоохранения, из-за которой произошло сокращение количества участковых больниц, ухудшение ситуации в сельском хозяйстве.
21 ноября 2012 года Мамаев в ходе выступления на заседании Государственной думы о проблемах социально-экономического положения в Кировской области назвал главным виновником возникшей кризисной ситуации Никиту Белых и потребовал его отставки. В ответ Белых подал в суд иск о защите своей чести, достоинства и деловой репутации, в котором потребовал взыскать с Мамаева компенсацию морального вреда в размере 1 млн рублей. 14 февраля 2013 года Советский районный суд Кировской области постановил взыскать с Мамаева 90 тыс. рублей в пользу Белых. Иск был обжалован Мамаевым в Верховном суде.

## Уголовное дело
24 июня 2016 года Никита Белых был задержан в Москве, в ресторане торгово-офисного центра «Lotte Plaza» на Новом Арбате. По версии следствия, Белых был задержан при получении взятки в 100 тысяч евро меченными купюрами. Задержание губернатора произвели следователи СКР и сотрудники ФСБ. По версии Следственного комитета, деньги (в общей сложности 600 тысяч евро) полагались губернатору «за совершение действий в пользу взяткодателя и контролируемых им АО „Нововятский лыжный комбинат“ и ООО „Лесохозяйственная управляющая компания“, а также за общее покровительство и попустительство по службе при осуществлении правительством Кировской области контроля за ходом реализации предприятиями инвестиционных проектов и ведении предпринимательской деятельности на территории Кировской области».
Деньги Белых передал гражданин Германии Юрий Зудхаймер, член совета директоров «Нововятского лыжного комбината» (НЛК), проходивший по делу свидетелем. Зудхаймер предварительно обратился в правоохранительные органы, и после ареста Белых Следственный комитет сообщил, что арестованный является единственным задержанным по делу, и у следствия «нет претензий к лицам, передававшим деньги губернатору».
25 июня 2016 года Следственный комитет предъявил Белых обвинение в получении взятки в особо крупном размере. Против Белых было возбуждено уголовное дело по статье 290 УК РФ «Получение взятки в особо крупном размере», предусматривающая максимальное наказание в виде 15 лет лишения свободы. В тот же день Басманным судом города Москвы он был арестован сроком на два месяца. Из зала суда обвиняемый был доставлен в СИЗО Лефортово. После ареста Белых обязанности губернатора Кировской области исполнял его заместитель Алексей Кузнецов.
28 июля 2016 года президент России Владимир Путин освободил Белых от должности губернатора Кировской области с формулировкой «в связи с утратой доверия». Исполняющим обязанности губернатора был назначен руководитель Федеральной службы государственной регистрации, кадастра и картографии Игорь Васильев.
Сторона защиты настаивала на невиновности бывшего губернатора. Так, по утверждению следователя Руслана Мухачева, который поддерживал в суде ходатайство об аресте обвиняемого, Белых в ходе допроса сказал, что полученные им деньги предназначались для нужд города Кирова. В ходе судебного заседания Белых подтвердил эти показания, категорически отрицая получение взятки. В знак протеста против обвинений в получении взятки Белых объявил в СИЗО голодовку. Адвокат Белых Сергей Тетерин назвал задержание Белых провокацией и заявил, что эти деньги были «спонсорской помощью во внебюджетный городской фонд для реконструкции объектов в Кировской области». Тетерин также заявил, что его подзащитный к деньгам не прикасался; появление светящейся краски на руках Белых адвокат объяснил тем, что тот пожал руку человеку, ранее прикасавшемуся к меченным купюрам.
22 марта 2017 года арест продлён судом на три месяца. В тот же день Следственный комитет России предъявил Белых новое обвинение во взяточничестве по другому эпизоду.
14 ноября Белых женился в СИЗО на медиаменеджере Екатерине Игоревне Рейферт (род. 1986).
6 декабря 2017 года в суде опрашивались свидетели обвинения.
18 января 2018 года стало известно, что ещё до получения жалобы, положившей начало уголовному делу против экс-губернатора Кировской области, ФСБ следила за ним. В материалах дела против экс-чиновника есть видеозапись его встречи в одном из московских кафе с одним из свидетелей обвинения, однако незадолго до неё в том же кафе экс-губернатор общался с экономистом Андреем Нечаевым. Запись была сделана 2 июня 2016 года, за четыре дня до того, как в ФСБ поступила жалоба на предполагаемое вымогательство со стороны Белых. Защита Белых обратилась в спецслужбу и попросила материалы засекреченного дела оперативного учёта, которые могли бы объяснить, почему слежка за Белых проводилась до событий, послуживших поводом для расследования. В ответе ФСБ, по словам адвоката Грохотова, говорится, что оперативно-розыскные мероприятия проводились не в отношении Белых. Видеозапись велась, поскольку сотрудники службы якобы проверяли «на предмет возможного нарушения закона» председателя партии «Гражданская инициатива» Нечаева.
26 января 2018 года Белых выступил в Пресненском суде с «последним словом», свою вину не признал. 1 февраля 2018 года суд признал Белых виновным в получении взяток и приговорил его к 8 годам лишения свободы в колонии строгого режима и штрафу свыше 48 млн рублей.
Защита Белых обжаловала приговор. 10 мая 2018 года Мосгорсуд, рассмотрев апелляцию, оставил приговор в силе, исключив из него запрет после отбытия наказания работать на госслужбе.
В июне 2018 года Белых был этапирован в Рязанскую область. По данным на 2018 год, работал библиотекарем в исправительной колонии строгого режима в селе Клекотки Скопинского района. В 2020 году Белых перевели из библиотеки на швейное производство, где он занимался пошивом детских игрушек.
В ноябре 2020 года Белых попросил заменить ему остаток срока лишения свободы на принудительные работы.
В июле 2021 года отбывающий срок Белых стал фигурантом нового уголовного дела в связи с предполагаемым ущербом Кировской области на 740 млн рублей. Следственный комитет России предъявил экс-губернатору обвинение по двум эпизодам превышения должностных полномочий, повлёкшего тяжкие последствия. Речь идёт о займах, которые в 2012 и 2015 годах брала у компании «Уралхим» 100-процентная «дочка» областного правительства — АО «Кировская региональная ипотечная корпорация» (КРИК). Она позже была обанкрочена, а её долги взыскал арбитражный суд. По этому делу в декабре 2023 года суд оправдал Белых по эпизоду о превышении полномочий, а по обвинению в злоупотреблении полномочиями признал его виновным, но освободил от наказания из-за истечения срока давности.

## Дальнейшая деятельность
21 июня 2024 года вышел на свободу после отбытия срока наказания.
С июля 2024 года работает заместителем генерального директора по корпоративным вопросам АО «Кондитерская фабрика „Пермская“».

## Награды
- Нагрудный знак МИД России «За вклад в международное сотрудничество» (2015)[88]
- Медаль «За заслуги в проведении Всероссийской переписи населения 2010 года» (2012)[89]
- Памятный знак «За заслуги» Федеральной службы по контролю за оборотом наркотиков (2010)

## Публикации
- Белых Н. Ю. «Экономика ГУЛага как система подневольного труда (на материалах Вятлага 1938—1953 гг.)». — М.: Российская политическая энциклопедия (РОССПЭН): фонд «Президентский центр Б. Н. Ельцина», 2011. — 296 с. — (История сталинизма). — 1500 экз. — ISBN 978-5-8243-1513-4.